# Khí hậu Địa Trung Hải

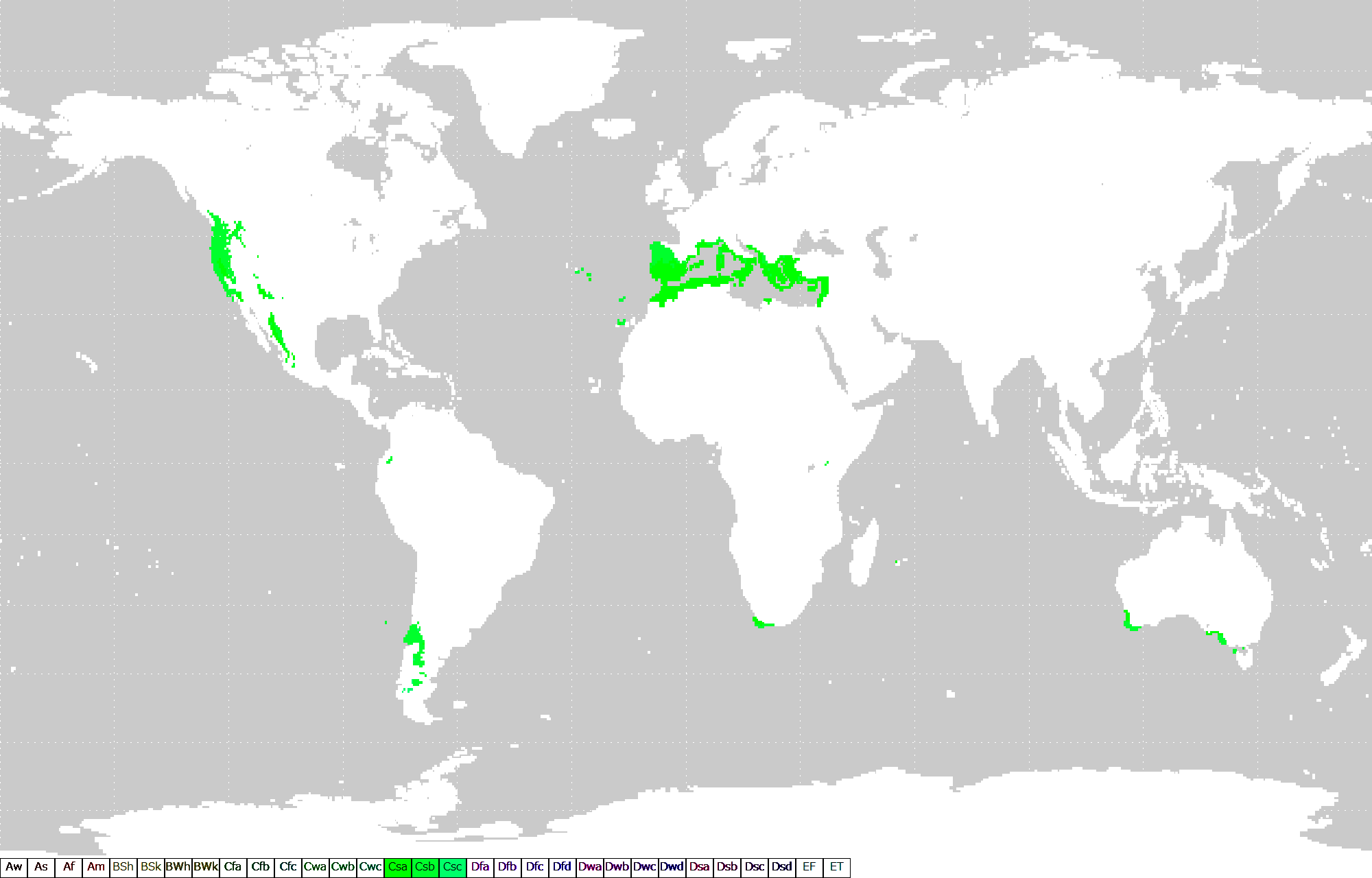
Những khu vực có khí hậu Địa Trung Hải theo phân loại của Köppen

Khí hậu Địa Trung Hải là một loại hình khí hậu phổ biến ở lưu vực Địa Trung Hải, đây là một dạng của khí hậu cận nhiệt đới. Trên thế giới thì ngoài khu vực Địa Trung Hải, kiểu khí hậu này cũng phổ biến tại California, một phần của Nam và Tây Australia, phía tây nam Nam Phi, một vài khu vực biệt lập của Trung Á và một phần ở miền trung Chile. 

## Mô tả
Đặc trưng của kiểu khí hậu Địa Trung Hải là mùa hè (tháng 5 đến tháng 10 ở Bắc Bán Cầu, tháng 11 đến tháng 4 ở Nam Bán Cầu) khô hạn rõ rệt, thường có khoảng 1 - 3 tháng có lượng mưa dưới 40mm.
Mùa đông thường mát, có mưa nhiều. Một số khu vực có tuyết rơi. Do đó, chúng đối lập với khí hậu cận nhiệt đới gió mùa (Koppen: Cwa) hoặc khí hậu cận nhiệt đới ẩm quanh năm( Koppen : Cfa)

## Thảm thực vật
Các loài thực vật bản địa của khu vực này phải chống chịu được với mùa hè khô và mùa đông ẩm ướt kéo dài. Nhìn chung, khí hậu Địa Trung Hải có lượng mưa gần với khí hậu bán khô hạn nên thảm thực vật chủ yếu là các loại cây bụi, cây thân thảo và các thảo nguyên(các khu vực giáp với khí hậu nửa khô hạn). Ngoài ra, các loại cây gỗ( nếu có ) thường là các loại cây lá kim.

## Phân loại
C= ôn đới/cận nhiệt đới
s= mùa hè khô
a= mùa hè nóng
b= mùa hè ấm/mát
c= mùa hè lạnh

### Khí hậu Địa Trung Hải mùa hè nóng
Kiểu phụ của khí hậu Địa Trung Hải ( Csa ) là dạng phổ biến nhất của khí hậu Địa Trung Hải, do đó nó còn được gọi là "khí hậu Địa Trung Hải điển hình". Như đã đề cập trước đó, các khu vực có dạng khí hậu Địa Trung Hải này có nhiệt độ trung bình hàng tháng vượt quá 22,0 ° C (71,6 ° F) trong tháng ấm nhất và mức trung bình trong tháng lạnh nhất là từ 18 đến −3 ° C (64 và 27 ° F) hoặc, trong một số ứng dụng, từ 18 đến 0 ° C (64 và 32 ° F). Ngoài ra, ít nhất bốn tháng phải đạt mức trung bình trên 10 ° C (50 ° F). Các khu vực có dạng khí hậu Địa Trung Hải này thường trải qua mùa hè nóng, đôi khi rất nóng và khô và mùa đông ôn hòa, ẩm ướt. Trong một số trường hợp, mùa hè ở đây có thể gần giống với mùa hè ở các vùng khí hậu sa mạc hoặc bán khô hạn. Tuy nhiên, nhiệt độ cao trong mùa hè nói chung không cao bằng nhiệt độ ở vùng khí hậu khô hạn hoặc bán khô hạn do sự hiện diện của một khối lượng lớn nước. Tất cả các khu vực có kiểu phụ này đều có mùa đông ẩm ướt. Tuy nhiên, một số khu vực có kiểu phụ Địa Trung Hải nóng thực sự có thể trải qua mùa đông rất lạnh, thỉnh thoảng có tuyết rơi.
Khí hậu Csa chủ yếu được tìm thấy xung quanh Biển Địa Trung Hải , tây nam Úc , tây nam Nam Phi , các phần của Trung Á , các phần phía bắc của Iran và Iraq , nội địa của bắc California ở phía tây của Sierra Nevada và các khu vực nội địa của nam Oregon ở phía tây của Cascade Những ngọn núi . Các bờ biển của Nam California cũng trải qua mùa hè nóng nực do tác dụng che chắn của quần đảo Channel. Tuy nhiên, các khu vực không được che chắn của đường bờ biển đó có thể có khí hậu Địa Trung Hải vào mùa hè ấm áp với các khu vực mùa hè nóng chỉ cách đất liền vài km.

### Khí hậu Địa Trung Hải mùa hè ấm/mát
Đôi khi còn được gọi là "Khí hậu Địa Trung Hải mùa hè mát mẻ", kiểu phụ này của khí hậu Địa Trung Hải ( Csb ) là một dạng khí hậu Địa Trung Hải ít phổ biến hơn.
Như đã nêu trước đó, các khu vực có kiểu phụ này của khí hậu Địa Trung Hải trải qua mùa hè ấm áp (nhưng không nóng) và khô, với nhiệt độ trung bình hàng tháng không trên 22 ° C (72 ° F) trong tháng ấm nhất và trung bình trong tháng lạnh nhất giữa 18 và −3 ° C (64 và 27 ° F) hoặc, trong một số ứng dụng, từ 18 đến 0 ° C (64 và 32 ° F).
Ngoài ra, ít nhất bốn tháng phải đạt mức trung bình trên 10 ° C (50 ° F).
Các dòng hải lưu mát mẻ và nước dâng cao thường là lý do giải thích cho kiểu khí hậu Địa Trung Hải mát mẻ hơn. Đây là lý do tại sao nó hiếm khi xảy ra trên bờ biển Địa Trung Hải, vì nó là một vùng biển ấm, cao hơn giá trị lý thuyết từ 3 đến 6 ° C theo Jean Demangeot. [15]
Lý do chính khác cho loại máy làm mát này là độ cao. Ví dụ, Menton trên bờ biển Pháp có khí hậu Csa trong khi Castellar, Alpes-Maritimes , thị trấn liền kề ngay phía bắc Menton, với độ cao từ 100 đến 1.382 m (328 và 4.534 ft), có khí hậu Csb. [16]
Mùa đông có mưa và có thể từ nhẹ đến lạnh. Trong một số trường hợp, tuyết có thể rơi trên những khu vực này.
Mưa xảy ra vào những mùa lạnh hơn, nhưng có một số ngày nắng đẹp ngay cả trong những mùa ẩm ướt hơn.
Khí hậu Csb được tìm thấy ở tây bắc bán đảo Iberia (cụ thể là Galicia và vùng Norte và bờ biển phía tây của Bồ Đào Nha ), ở ven biển California , ở Tây Bắc Thái Bình Dương (cụ thể là tây Washington , tây Oregon và các phần phía nam của Đảo Vancouver ở British Columbia ), [17 ] [18] [19] [20] [21] ở miền trung Chile , một phần phía nam Australia và một phần phía tây nam Nam Phi .

### Khí hậu Địa Trung Hải mùa hè lạnh
Kiểu phụ mùa hè lạnh của khí hậu Địa Trung Hải ( Csc ) rất hiếm và chủ yếu được tìm thấy ở các vị trí có độ cao rải rác dọc theo bờ biển phía tây của Bắc và Nam Mỹ. Loại này được đặc trưng bởi mùa hè mát mẻ, ít hơn bốn tháng với nhiệt độ trung bình bằng hoặc trên 10 ° C (50 ° F), cũng như với mùa đông ôn hòa, không có tháng mùa đông nào có nhiệt độ trung bình dưới 0 ° C (32 ° F) (hoặc −3 ° C [27 ° F]), tùy thuộc vào đường đẳng nhiệt được sử dụng). Các khu vực có khí hậu này chịu ảnh hưởng của xu hướng mùa hè khô hạn kéo dài đáng kể về phía cực dọc theo bờ biển phía tây của châu Mỹ, cũng như ảnh hưởng vừa phải của độ cao và độ gần tương đối với Thái Bình Dương.
Ở Bắc Mỹ, các khu vực có khí hậu Csc có thể được tìm thấy trong dãy Olympic , Cascade , Klamath và Sierra Nevada ở Washington, Oregon và California. Các vị trí này được tìm thấy ở các khu vực có độ cao thấp gần đó được đặc trưng bởi khí hậu Địa Trung Hải vào mùa hè ấm áp ( Csb ) hoặc khí hậu Địa Trung Hải vào mùa hè nóng ( Csa ). Một trường hợp hiếm hoi của khí hậu này xảy ra ở vùng nhiệt đới, trên Hội nghị thượng đỉnh Haleakalā ở Hawaii.
Ở Nam Mỹ, các vùng Csc có thể được tìm thấy dọc theo dãy Andes ở Chile và Argentina. Thị trấn Balmaceda, Chile là một trong số ít thị trấn được xác nhận có khí hậu này.
Các khu vực nhỏ có khí hậu Csc có thể được tìm thấy ở độ cao lớn ở Corsica . [ cần dẫn nguồn ]
Ở Na Uy, làng chài nhỏ Røst phía trên Vòng Bắc Cực có khí hậu giáp Csc và được biết đến là một vùng khí hậu bất thường do nhiệt độ ấm bất thường mặc dù vị trí của nó trên vĩ độ 67 ° N.
Tuy nhiên, chúng cũng có thể nằm gần khí hậu lục địa mùa hè khô(Koppen: Dsa/Dsb)

## Thành phố có khí hậu Địa Trung Hải
| - Adelaide, Úc - Al Bayda. Libya - Alger, Algérie - Antalya, Thổ Nhĩ Kỳ - Athen, Hy Lạp - Barcelona, Tây Ban Nha - Beirut, Liban - Gibraltar, Vương quốc Anh - Haifa, Israel - Cape Town, Nam Phi - Lisboa, Bồ Đào Nha - Latakia, Syria | - Marseille, Pháp - Monaco - Neum, Bosnia và Herzegovina - Podgorica, Montenegro - Rabat, Maroc - Roma, Ý - San Francisco, Hoa Kỳ - Santiago de Chile, Chile - Dubrovnik, Croatia - Durrës, Albania - Tunis, Tunesia - Valletta, Malta |